# 萨卡特松特利

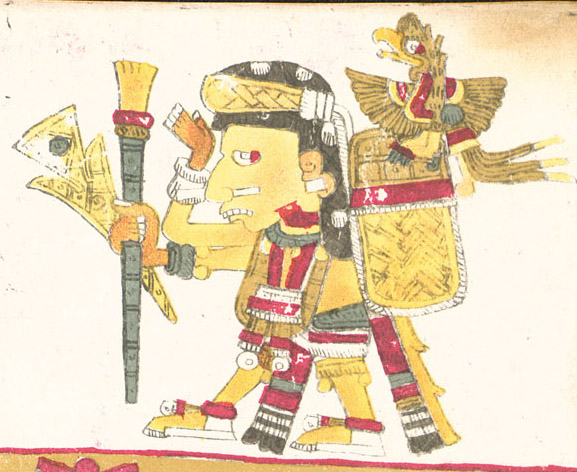
波吉亚手抄本中的萨卡特松特利

萨卡特松特利是阿兹特克神话中的日轨之神，其拥有一只鹰作为太阳的标识与向导。他的左手拿着一只标尺，右手歇着一只格查尔鸟。他亦可以守护商人，因此人们将他等同于瑪雅文明的商人之神Ek Chuaj。他也像日本神话中的 Jokõjin和 Jizu一样经常帮助旅行者。不过萨卡特松特利也有其独特之处，相比于别的阿兹特克神明他没有头饰，只有羽毛做装饰。其名为“道路主宰者”或“主宰道路”之意，前者可能性较大。